# Máthé György
Máthé György (Bözöd, 1860. április 19. – Budapest, 1918. november 27.) királyi katolikus főgimnáziumi tanár. 

## Életútja
Középiskoláit az unitáriusok székelykeresztúri algimnáziumában és kolozsvári főgimnáziumában 1879. június 29-én végezte, majd bölcselethallgató volt a kolozsvári egyetemen. 1884. május 14-én szerzett tanári oklevelet. A lugosi római katolikus főgimnáziumban a latin és görög nyelv tanára volt.
Cikkei az Erdélyi Múzeumban (1884. Catullus mint Sappho és Callimachus utánzója); a Kolozsvári Ellenzékben (1886. 132., 134., 135. sz. A görög-római remekírók fordítása); a nyiregyházi ág. ev. főgymnasium Értesítőjében (1889. Mikor kezdhetjük meg az idegen nyelvek oktatását? Ism. Egyet. Philol. Közlöny 1890.); a lugosi főgymn. Értesítőjében (1894. De carmine LXIV. Catulliano és ünnepi beszéd, a márcz. 15. tartott emlékünnepélyen, 1897. A lugosi m. kir. állami főgymnasium uj épülete, 1898. Tafferner Béla tanár 25 éves jubilaeuma, Necrolog Márton Dávid tanárról); az Egyet. Philol. Közlönyben (1894. könyvism.).

## Műve
- A mondat elemzése. Lugos, 1900. (Különnyomat a Népoktatásból).